# Joziratia mayottensis
Joziratia mayottensis är en skalbaggsart som beskrevs av Dewailly 1950. Joziratia mayottensis ingår i släktet Joziratia och familjen Melolonthidae. Inga underarter finns listade i Catalogue of Life.